# NGC 5001
NGC 5001 é uma galáxia espiral barrada (SB?) localizada na direcção da constelação de Ursa Major. Possui uma declinação de +53° 29' 39" e uma ascensão recta de 13 horas, 09 minutos e 33,0 segundos.
A galáxia NGC 5001 foi descoberta em 1 de Maio de 1831 por John Herschel.